# Атенс, Эндрю
Э́ндрю Аристи́дис «Э́нди» А́тенс (греч. Άντριου Αριστείδης «Άντυ» Άθενς, англ. Andrew Aristides «Andy» Athens, имя при рождении Андре́ас Аристи́дис Атанасу́лиас (греч. Ανδρέας Αριστείδης Αθανασούλιας, англ. Andreas Aristides Athanassoulias); 1922, Чикаго, Иллинойс, США — 14 марта 2013, там же) — американский бизнесмен, магнат металлургической промышленности и филантроп, первый президент Совета греков зарубежья (1995—2006). Благодаря своим выдающимся заслугам перед греческой общиной и православием ещё при жизни был признан одним из ведущих деятелей греческой диаспоры. По словам Димитриса Доллиса, Атенс был «отцом» греческой диаспоры. Являлся членом Американо-греческого прогрессивного просветительского союза (AHEPA). Лауреат Почётной медали острова Эллис (1977), Гуманитарной Награды Архиепископа Иакова (1998) и Награды за жизненные достижения (2010) от AHEPA, а также награды «Величайшее поколение» от организации «The Washington Oxi Day Foundation» (2011). Ветеран Второй мировой войны.
Будучи членом-учредителем, а также президентом многих организаций и институтов греческой общины, возглавлял усилия греческой диаспоры в решении ряда вопросов внешней политики Греции и Кипра, в том числе касающихся прав Вселенского Патриархата Константинополя, Кипрского конфликта (см. также Турецкое вторжение на Кипр), Македонского вопроса (см. также Спор об именовании Македонии) и провокаций в Эгейском море со стороны Турции в отношении Греции (см. также Эгейский вопрос).
Является классическим примером человека, реализовавшего американскую мечту.

## Биография
Родился в 1922 году в семье греков Аристидиса и Афанасии Атанасулиасов. Отец Эндрю иммигрировал в США из деревни Каковатос (Илия, Пелопоннес, Греция).
В годы Второй мировой войны служил в Армии США в звании капитана. Оставив учёбу в колледже вопреки воле отца, принимал участие в боях в Европе и на Ближнем Востоке в рядах антигитлеровской коалиции. Свой выбор Атенс объяснял тем, что последовал примеру своего отца, который, покинув США, вернулся в Грецию, чтобы сражаться в Балканских войнах, где он был ранен.
После войны был награждён Бронзовой звездой за участие в Египетско-ливийской кампании и Похвальной медалью, а также получил высокую оценку от правительства Венгрии за вклад в восстановление этой страны.
В 1950 году основал корпорацию «Metron Steel», которая имела особенный успех на Среднем Западе, и продолжает оставаться одним из крупнейших металлургических комбинатов в США.
С ранних лет начал активно участвовать в жизни греческой общины, за многие годы внеся весомый вклад в самые важные и крупные инициативы в поддержку эллинизма и православия в Соединённых Штатах и за их пределами.
Атенс играл ведущую роль в борьбе за права греков, Вселенского Патриархата и других православных патриархатов, справедливость и мир в Греции и на Кипре, оказывал поддержку грекам, проживающим в странах бывшего СССР, Албании и др., занимал руководящие посты примерно в 50 организациях и торговых палатах греческой диаспоры в США, Греции, Бельгии и других странах.
В 1974 году, сразу после турецкого военного вторжения на Кипр, сыграл ведущую роль в создании греческого лобби в Вашингтоне, а также основал Объединённый греко-американский конгресс (UHAC), который добился значительных достижений. В реализации этих усилий Атенсу оказывала помощь вашингтонская группа интересов «Национальное скоординированное усилие греков» (англ. National Coordinated Effort of Hellenes, сокр. CEH), соучредителем и председателем которой он являлся.
В 1984 году Эндрю Атенсом, Майклом Джахарисом и другими деятелями греческой диаспоры под эгидой архиепископа Иакова был создан благотворительный фонд «Leadership 100» Греческой Православной Архиепископии Америки, оказывающий поддержку организациям Американской архиепископии в продвижении и развитии греческого православия и эллинизма в США. В 1986—1996 годах Атенс являлся почётным председателем совета директоров этого фонда.
В 1992 году стал сооснователем, а также был председателем совета директоров международной религиозной благотворительной организации «International Orthodox Christian Charities».
В 1975—1995 годах — председатель Архиепископского совета Греческой Православной Архиепископии Северной и Южной Америки.
В 1991—1997 годах — президент Греко-американской торговой палаты, одним из учредителей которой он являлся.
В 1997 году основал благотворительную программу/организацию «Hellenicare» с целью оказания помощи греческой диаспоре, которая также способствовала налаживанию взаимодействия Греции с причерноморскими странами и США. Благодаря реализации инициативы «Hellenicare» в общей сложности семь центров медицинской помощи, созданных в бывших советских республиках (Грузии, Украине, Армении) и Албании, оказывают бесплатные медицинские услуги как этническим грекам, так и всем остальным жителям этих стран.
Являлся почётным членом Американского фонда греческого языка и культуры (AFGLC).
В 1995—2006 годах — первый президент Совета греков зарубежья (ΣΑΕ). В этот период совершал поездки по континентам в целях объединения и укрепления греческих общин по всему миру. В декабре 2006 года президентом ΣΑΕ стал Стефанос Тамвакис, а Атенсу был присвоен статус почётного президента.
Проложил путь к успеху для многих американских греков.
Умер 14 марта 2013 года во сне у себя дома в Чикаго на 91 году жизни. До последних дней жизни принимал активное участие в решении греческих вопросов.

## Личная жизнь
С супругой Луиз познакомился в годы Второй мировой войны в Бельгии. Пара имела сына Пола и дочь Жаклин, а также внуков Эндрю, Алексу, Джеймса Пола и Мэтью. Луиз Атенс скончалась в 2018 году на 94 году жизни.

## Награды и премии

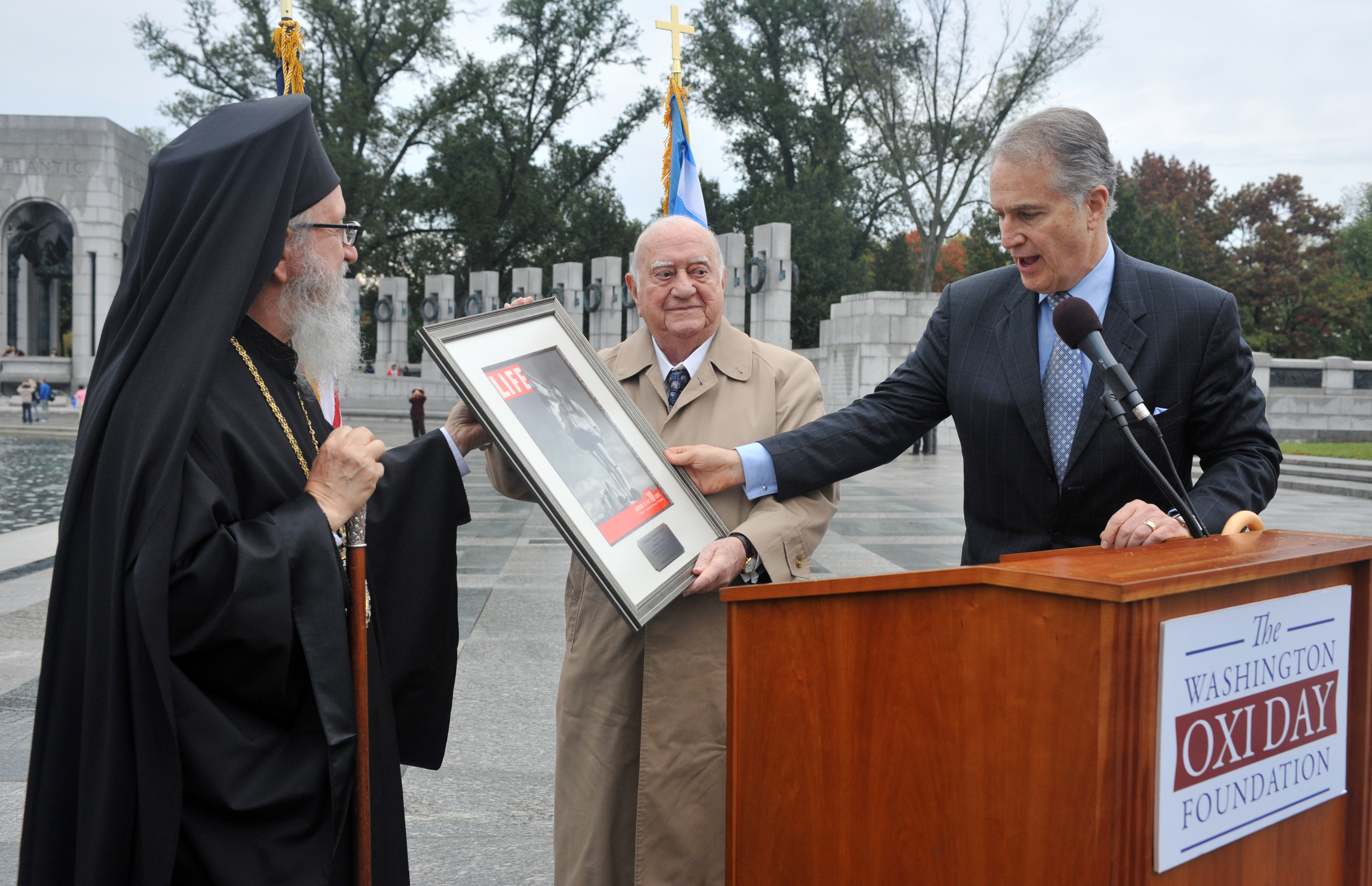
Президент организации «The Washington Oxi Day Foundation» Эндрю Манатос и архиепископ Американский Димитриос вручают Эндрю Атенсу награду «Величайшее поколение» (Национальный мемориал Второй мировой войны, Вашингтон, округ Колумбия, 27 октября 2011)

За свою многолетнюю деятельность Эндрю Атенс был удостоен более 42 наград, медалей и премий иностранных правительств, православных патриархатов, благотворительных организаций и компаний из производственного сектора со всего мира.
- 1977 — Офицер золотого креста Орден Феникса (Греция);
- 1977 — Почётная медаль острова Эллис (США);
- 1979 — Золотая медаль святого Варнавы от Кипрской православной церкви в знак признания заслуг перед народом Кипра;
- 1979 — Кавалер Ордена Короны (Бельгия);
- 1991 — Премия Афинагора в области прав человека[22];
- 1997 — Большой крест Ордена Заслуг Республики Кипр;
- 1998 — Гуманитарная Награда Архиепископа Иакова от AHEPA[5];
- 2001 — Медаль (Грузия);
- 2003 — Медаль (Украина);
- 2010 — Награда за жизненные достижения от AHEPA[6];
- 2011 — Награда «Величайшее поколение» от организации «The Washington Oxi Day Foundation»[7];
- член Ордена святого апостола Андрея, носил оффикий (титул) «архонта маистора» Вселенского Патриархата, присвоенный ему за выдающиеся заслуги перед Церковью[23];
- Медаль Высшего Таксиарха от Ордена Святого Гроба Господнего Иерусалимского;
- Золотой Крест от Греческой православной богословской школы Святого Креста, врученная архиепископом Иаковом;
- Медаль Муниципалитета Афин (Греция);
- Командор Ордена Леопольда II (Бельгия)[24];
- и др.[2][3][8][13]